# Albert Rust
Albert Rust (ur. 10 października 1953 w Miluzie) – francuski piłkarz, bramkarz i trener piłkarski. Brązowy medalista MŚ 86. Długoletni zawodnik FC Sochaux-Montbéliard.
Piłkarzem Sochaux był w latach 1972–1987. Drugim klubem w jego karierze było Montpellier HSC (1987–1990), z którym w 1990 zdobył Puchar Francji. W reprezentacji Francji zagrał tylko raz. 28 czerwca 1986 Francja zwyciężyła Belgię 4:2 w meczu o brązowy medal. Znajdował się wśród zwycięzców IO 84.
Pracuje teraz w AS Saint-Étienne jako trener bramkarzy